# Uleanivka, Krasnohvardiiske
Uleanivka (în ucraineană Ульянівка) este un sat în comuna Mareanivka din raionul Krasnohvardiiske, Republica Autonomă Crimeea, Ucraina.

## Demografie
Componența lingvistică a localității Uleanivka
     Rusă (50,68%)
     Ucraineană (25,79%)
     Tătară crimeeană (20,81%)
     Alte limbi (0,45%)
Conform recensământului din 2001, majoritatea populației localității Uleanivka era vorbitoare de rusă (50,68%), existând în minoritate și vorbitori de ucraineană (25,79%) și tătară crimeeană (20,81%).